# Lepidanthrax capnopennis
Lepidanthrax capnopennis är en tvåvingeart som beskrevs av Hall 1976. Lepidanthrax capnopennis ingår i släktet Lepidanthrax och familjen svävflugor. Inga underarter finns listade i Catalogue of Life.